# 倪湯
倪湯（1527年—？），字德遠，一字宗商，號懋所，山東東昌府臨清州館陶縣人，民籍，明朝政治人物。

## 生平
嘉靖四十年（1561年）辛酉科山東鄉試第七十三名舉人，隆慶五年（1571年）登辛未科會試第二百五十名，第三甲第一百二十名進士。礼部觀政，授山西兴县知县，隆庆六年壬申（1572年）调芜湖县，万历三年（1575年）调成安县，九年升顺天府推官，卒于官。

## 家族
曾祖倪清；祖父倪忠，巡檢；父倪欽，縣丞。母李氏。弟瀾、瀛、淮、海。